# Осипенко, Александр Викторович
Алекса́ндр Ви́кторович Осипе́нко (род. 29 декабря 1984, Москва) — российский хоккеист, нападающий.

## Биография
Воспитанник хоккейной школы московского ЦСКА, где и начал свою профессиональную карьеру. До попадания в российскую Суперлигу выступал за клубы первой лиги: московский «ЦСКА-2», клинский «Титан», нижнекамский «Нефтехимик-2» и клуб высшей лиги — кирово-чепецкую «Олимпию». Дебютировал в Суперлиге в составе московских «Крыльев Советов» в сезоне 2006/2007. Затем на один сезон перешёл в петербургский СКА.
В сезоне 2008/2009 играл в подольском клубе «Рысь», а в следующем сезоне (2009/2010), дебютировал в КХЛ в составе чеховского «Витязя». Всего в сезоне 2009/2010 провёл две игры и был отзаявлен 10 ноября 2009 года. В сезонах 2010/2011 и 2011/2012 числился свободным агентом, не имея предложений со стороны клубов.
В сезоне 2012/2013 прошёл предсезонные сборы и заключил контракт с клубом ВХЛ «Рязань». Перед началом сезона 2013/2014 Осипенко подписал просмотровой контракт и прошёл предсезонные сборы с челябинским «Трактором», однако в связи с большой конкуренцией в команде, по итогам сборов, не подошёл «Трактору» и подписал просмотровой контракт с московским «Спартаком». По итогам Кубка мэра Москвы остался тренироваться с командой, а 16 сентября подписал с клубом годичный контракт. Проведя всего три игры в составе новой команды, Осипенко покинул «Спартак» по обоюдному согласию сторон и вернулся в ХК «Рязань».